# Oksapmin

Gebiet der Ok-Oksapmin-Sprachen in rot

Oksapmin (nuxule meŋ, „unsere Sprache“) ist eine Papua-Sprache und wird inzwischen zum Ok-Oksapmin-Zweig der Trans-Neuguinea-Sprachen gezählt. Die Sprache wird nach einer Schätzung von 1993 von ca. 8000 Sprechern im Hochland im Nord-Westen Papua-Neuguineas gesprochen. Genauer lokalisiert sich Oksapmin im Tekin-Tal im Telefomin-Distrikt der Sandaun-Provinz. In diesem Gebiet ist Oksapmin die vorherrschende Erstsprache, steht aber unter wachsendem Einfluss des Englischen sowie des Tok Pisin. Das Oksapmin verfügt über zwei Hauptdialekte, Upper und Lower Oksapmin. Aufgrund großer Überschneidungen der Dialekte sind die jeweiligen Sprechergruppen in der Lage, sich gegenseitig zu verstehen. Der folgende Artikel bezieht sich ausschließlich auf den Lower Oksapmin Dialekt. Besonderheiten des Oksapmin sind unter anderem die dyadische Verwandtschaftsbezeichnungen, die grammatische Kategorie der Evidentialität sowie das Zählsystem anhand von Körperteilen (Body Party Counting System).

## Body Part Counting System
Wie einige andere Papua-Sprachen verfügt Oksapmin über ein Body Part Counting System, das bis in die 1940er Jahre vorherrschend war. Dieses Zahlensystem umfasst die Zahlen 1 bis 27. Ausführliche Arbeiten hierzu finden sich unter anderem bei Saxe&Esmonde (2005). Um zu zählen, wird auf den Körperteil gezeigt und gleichzeitig der Name des Körperteils gesagt. Es wird mit dem rechten Daumen, der für die eins steht, begonnen. Die weiteren Zahlen gehen über die anderen rechten Finger, den Arm hinauf zum Kopf und von dort den linken Arm hinab bis hin zum linken kleinen Finger, welcher der 27 ihre Bedeutung gibt. Um die doppelt vorkommenden Körperteile, wie etwa die Finger, voneinander abzuheben, werden die sich wiederholenden Körperteile mit dem Nomen /tɘn/ „Seite“ versehen. Die folgende Übersicht verdeutlicht das Zählsystem.
| Oksapmin Wort   | Körperteil          | Zahl |
| --------------- | ------------------- | ---- |
| tipun/tupun     | Daumen              | 1    |
| ləwatipun       | Zeigefinger         | 2    |
| bumlip          | Mittelfinger        | 3    |
| xəlip           | Ringfinger          | 4    |
| xətxət          | kleiner Finger      | 5    |
| xadəp           | Handgelenk          | 6    |
| bes             | Unterarm            | 7    |
| amun            | Ellenbogen          | 8    |
| tuwət           | Oberarm             | 9    |
| kat             | Schulter            | 10   |
| gwel            | Nackenseite         | 11   |
| nat             | Ohr                 | 12   |
| kin             | Auge                | 13   |
| lum             | Nase                | 14   |
| kin tən/tən kin | (andere) Seite Auge | 15   |
| nat tən/tən nat | (andere) Seite Ohr  | 16   |
| usw.            |                     |      |

Wenn ein Körperteilnomen als Numeral ein anderes Nomen modifiziert, tritt es gemeinsam mit dem Possessivmarker =xe auf. In Kopfposition einer Nominalphrase erlangt das Körperteilnomen als Numeral eine ordinale Bedeutung:
tɘwɘt jox ko-ŋ li-n-gop=li
oben.Arm DEF (an)kommen-PNCT sagen-PFV-VIS.FP.SG=REP
„In der neunten (Nacht) kam er an“ („Cassowary“ von Max Elit)

## Phonetik und Phonologie
Mit 22 Phonemen hat Oksapmin ein relativ überschaubares Phoneminventar und ist in dieser Eigenschaft anderen Papua-Sprachen ähnlich.

### Vokale
Oksapmin hat jeweils zwei vordere, zentrale und hintere Vokale. Die Vokallänge ist nicht bedeutungsunterscheidend, das Schwa wird aber oft kürzer als die anderen Vokale artikuliert und kann sich zwischen halbgeschlossener und halboffener Position bewegen.
|                 | vorne | vorne | zentral | zentral | hinten | hinten |
| ung.            | ger.  | ung.  | ger.    | ung.    | ger.   |        |
| geschlossen     | i     |       |         |         |        | u      |
| halbgeschlossen | e     |       | ə       | ə       |        | o      |
| mittel          |       |       | ə       | ə       |        |        |
| halboffen       |       |       | ə       | ə       |        |        |
| offen           |       |       | a       |         |        |        |

/i/, /e/, /a/, /o/ und /u/ können sowohl den Nukleus einer Silbe mit entweder Onset oder Koda, aber auch den einer Silbe mit sowohl Onset als auch Koda bilden. Wenn ein Schwa der Nukleus der Silbe ist, ist ein Onset fakultativ, die Koda hingegen obligatorisch. Keiner der Vokale hat allophonische Varianten. Folgende Beispiele zeigen die sechs Vokale in einer ihnen möglichen Lautumgebung:
| Vokalphonem | Beispiel          |
| ----------- | ----------------- |
| /i/         | /it/ „wieder“     |
| /e/         | /em/ „Mutter“     |
| /a/         | /lat/ „Holz/Baum“ |
| /o/         | /ol/ „Tod/tot“    |
| /u/         | /ku/ „Frau“       |
| /ə/         | /kən/ „gekocht“   |

### Konsonanten
Eine Besonderheit des konsonantischen Phoneminventars sind die labialisierten Velare sowie die pränasalierten stimmhaften Plosive. Ein Großteil der Konsonanten verfügt über allophonische Varianten, in der Tabelle sind ausschließlich die Phoneme aufgeführt.
|                       | bilabial | bilabial | alveolar | alveolar | palatal | palatal | velar | velar | labialisiert-velar | labialisiert-velar |
| --------------------- | -------- | -------- | -------- | -------- | ------- | ------- | ----- | ----- | ------------------ | ------------------ |
| stl.                  | sth.     | stl.     | sth.     | stl.     | sth.    | stl.    | sth.  | stl.  | sth.               |                    |
| Plosive               |          |          | t        |          |         |         | k     |       | kw                 |                    |
| pränasalierte Plosive |          | nb       |          | nd       |         |         |       | ŋg    |                    | ŋgw                |
| Nasale                |          | m        |          | n        |         |         |       |       |                    |                    |
| Frikative             | ɸ        |          | s        |          |         |         | x     |       |                    | xw                 |
| Approximanten         |          | w        |          |          |         | j       |       |       |                    |                    |
| Laterale              |          |          |          | l        |         |         |       |       |                    |                    |

### Silbenstruktur
Die kleinstmögliche Silbe besteht in Oksapmin aus einem einzigen Vokal. Hat eine Silbe zwei Elemente, muss sie sich aus einem Vokal (V) und einem Konsonanten (K) zusammensetzen, wobei sowohl eine geschlossene VC- als auch eine offene CV-Abfolge möglich ist. Bei drei Elementen wird den zweielementigen Silben ein weiterer Konsonant vorangestellt, wodurch sich ist eine CVC- als auch eine CCV-Abfolge ergeben kann. Die längste Silbe des Oksapmin ist geschlossen und hat vier Konstituenten, diese ist auf die Abfolge CCVC festgelegt und findet sich beispielsweise im Wort /mjan/ „Hund“.

## Wortklassen
Loughnane macht insgesamt 12 Wortklassen des Oksapmin aus: Verben, Koverben, modale Proklitika und Partikeln, Pronomen, dyadische Verwandtschaftsbezeichnungen, Demonstrative, Nomen, Postpositionen, phrasale Enklitika, Interjektionen, Adverbien der Art und Weise, sowie Konjunktionen und Komplementierer. Im Folgenden werden Nomen, Pronomen und Verben in ihren morphologischen und syntaktischen Funktionsweisen näher beschrieben.

### Nomen

#### Nomen und Adjektive
Oksapmin ist eine flexible Nomen-/Adjektivsprache, wobei die Wortklasse der Nomen die Funktion dieser beiden Wortarten erfüllt. Ein Nomen kann entweder die Funktion eines semantischen Adjektivs oder die eines lexikalischen Nomens übernehmen; in beiden Fällen kann es entweder modifizierend oder der Kopf der Nominalphrase sein. Die Tabelle bildet die verschiedenen Funktionen ab.
| Funktion des Nomens | semantisches Adjektiv                    | lexikalisches Nomen                                                  |
| modifizierend       | jəx xan jox gut Mann DEF „der gute Mann“ | maxap lin jox Banane Blatt DEF „das Bananenblatt/die Bananenblätter“ |
| Phrasenkopfstatus   | jəx jox gut DEF „der Gute“               | maxap jox Banane DEF „die Banane(n)“                                 |

#### Nominalklassen
In Oksapmin finden sich drei Unterklassen der Nomen: Nomen der Verwandtschaftsbezeichnung, lexikalische Nomen sowie Eigennamen. Die Unterklassen ermöglichen und fordern unterschiedliche grammatische Markierungen. Nomen der Verwandtschaftsbezeichnung flektieren nach Numerus, werden selten innerhalb der Nominalphrase modifiziert und sind teilweise obligatorisch possessivflektiert (bezüglich Possessor, nicht Referent). Lexikalische Nomen sind typischerweise der Kopf der Nominalphrase und durch andere lexikalische Nomen oder Relativsätze modifizierbar. Diese Klasse weist weitere drei Unterklassen auf, die der Klassifizierer, Ortsangaben und Quantifizierer. Die Klasse der Eigennamen setzt sich aus Personen-, Orts- und Klannamen zusammen und diese können mit Demonstrativ- oder Pronominalartikeln auftreten, sie sind ebenfalls typischerweise der Kopf der Nominalphrase.
| Nomen der Verwandtschaftsbezeichnung | lexikalisches Nomen | Eigenname                                                                                                  |
| --- | --- | --- |
| dəsjal=xe balip max=xe xəplu-pati-n PN=POS Schwiegermutter.3POSS RECG=FOC sterben-IPFV.PL-NOMLS „Als Dasyals Schwiegermutter am Sterben war...“ („Own Illness“ vy Dulum Aleap) | noxe ita ox pitil blel pok pat-n=a 1s.POSS Vater.1POSS 3sm ein Kind nur bleiben.IPFV.SG-NOMLS=LINK „Als mein Vater nur ein Kind hatte...“ („Famine“ von Dulum ALeap) | anwep ox pok pat-n PN 3sm nur bleiben.IPFV.SG-NOMLS „Als nur Anwep dort war...“ („Famine“ von Dulum ALeap) |

#### Prä- und postmodifizierende Nomen
Die Position eines modifizierenden Nomens gibt Aufschluss über den semantischen Gehalt der Modifizierung. Tendenziell bezieht sich ein prämodifizierendes Nomen auf eine inhärente Qualität des Kopfnomens während ein postmodifizierendes Nomen eine Qualität beschreibt, die sich auf eine Äußerlichkeit bezieht. Geht ein modifizierendes Adjektiv wie beispielsweise „gut“ einem Eigennamen voran, wird ausgedrückt, dass die relevante Person moralisch gut ist. Folgt dieselbe Modifizierung einem Eigennamen, bezieht sich die Modifizierung auf Äußeres und die bezeichnete Person wird als gutaussehend beschrieben.

#### Syntax der Nominalphrase
Die Abfolge möglicher Elemente einer Nominalphrase ist wie folgt:
| Possessor/klitisches Demonstrativum/Fragewort/nicht restriktiver Relativsatz | Modifizierer | Kopfnomen | Modifizierer | freies oder klitisches Demonstrativum | Pronominalartikel |

Sind alle sechs Positionen besetzt, können Nominalphrasen eine komplexe Struktur annehmen, häufig sind sie jedoch von geringem Umfang. Das erste Beispiel bildet eine einfache Nominalphrase ab, worin das Nomen nur durch ein Demonstrativum modifiziert wird. Im zweiten Beispiel zeigt sich eine komplexere Struktur sowie die Möglichkeit der Reihung von Modifizierern.
tap tit
pig INDF
Nomen Demonstrativum
„ein Schwein“

toxan uŋ gwe bap jox
süß.Kartoffel Beutel klein.rund rund DEF
Modifizierer Nomen Modifizierer Modifizierer Demonstrativum
„der kleine, runde Süßkartoffelbeutel“

### Pronomen
Pronomen in Oksapmin unterscheiden zwischen drei Personen, der 1., 2. und 3. Person, und für jede Person wird zwischen den Numeri Singular, Dual und Plural unterschieden. Pronomen der 1. Person Dual und Plural unterscheiden darüber hinaus zwischen inklusiv und exklusiv. Die inklusive Form umfasst die 2. Person, während die exklusive Form diese ausschließt. Diese Unterscheidung ist eine in Papua-Sprachen untypische Erscheinung. Bis auf das Interrogativpronomen nix „wer“ und das Relativpronomen ma haben alle anderen zahlreiche Flexionen, welche mit unterschiedlichen Funktionen einhergehen: regulär, reflexiv, possessiv, possessiv-reflexiv und eine Funktion, die Loughnane als alone beschreibt. Dieses Flexion wird verwendet, wenn auf ausschließlich eine Referentengruppe Bezug genommen werden soll, wobei es aber weitere mögliche Referenten gibt, die erwartbarerweise ebenfalls relevant sein könnten. Pronomen werden vor allem in Bezug auf höhere Lebewesen verwendet und sind für die Objektmarkierung besonders relevant, da beispielsweise erstgradige Objekte nur an ihnen markiert werden können. Am rechten Rand von Nominalphrasen können Pronomen auch als Pronominalartikel auftreten. Folgende Tabelle liefert eine Übersicht der Pronomen.
|      | regulär | reflexiv               | alone    | possessiv | reflexiv-possessiv        |
| ---- | ------- | ---------------------- | -------- | --------- | ------------------------- |
| 1s   | nox     | nonxol                 | nonxap   | noxe      | nonxe                     |
| 1dEX | nuxut   | nuxtanut               | nuxtalxe | nuxute    | nuxtanuxte                |
| 1pEX | nuxul   | nuxlanul               | nuxlalxe | nuxule    | nuxtanuxle                |
| 1dIN | dit     | ditadit                | ditalxe  | dite      | ditadite                  |
| 1pIN | dil     | diladil                | dilalxe  | dile      | diladile                  |
| 2s   | go      | golgol                 | golgap   | gwe       | gologwe                   |
| 2d   | gut     | gutagut                | gutalxe  | gute      | gutagute                  |
| 2p   | gul     | gulagul                | gulalxe  | gule      | gulagule                  |
| 3sm  | ox      | olxol                  | olxap    | oxe       | olxe                      |
| 3sf  | ux      | ulxol                  | ulxap    | uxe       | ulxe                      |
| 3d   | ixit    | ixtait/ixtanit/ixtaxit |          | ixte      | ixtaite/ixtanite/ixtaxite |
| 3p   | ixil    | ixlail/ixlanil/ixlaxil |          | ixle      | ixlaile/ixlanile/ixlaxile |
| wer  | nix     | –                      | –        | nixe      | –                         |
| REL  | ma      | –                      | –        | –         | –                         |

### Verben
Im Oksapmin gibt es die drei Konjugationsklassen M, L und S:
|      | Sequentialsuffix | Perfektivsuffix | Simultansuffix |
| ---- | ---------------- | --------------- | -------------- |
| M(a) | -m               | -ti             | -t             |
| M(b) | -m               | -di             | -n             |
| L(a) | -Ø               | -ti             | -t             |
| L(b) | -Ø               | -tu             | -t             |
| S    | -s               | -si, -xi        | NA             |

Die Morphologie, welche agglutinierenden Charakter hat, betreffend wird zwischen medialen und finalen Verben unterschieden. Mediale Verben sind von finalen abhängig und können nicht alleine stehen, finale Verben hingegen sind unabhängig. Die Abhängigkeit des medialen Verbs besteht darin, dass es in einem zeitlichen Bezug zum finale Verb steht. Das Event des medialen Verbes findet entweder gleichzeitig oder vor dem des finalen Verbes statt. Die Affixe der medialen Verben sind von geringerem Umfang, wie auch die finalen Verben präfigieren sie bezüglich der Objektkongruenz und der Valenz, suffigieren aber nur mit einer Suffixposition, der der Simultanität beziehungsweise Sequenzialität. Finale Verben weisen dagegen vier Suffixpositionen auf und flektieren in Tempus, Aspekt, Subjektnumerus sowie der Evidentialität. Wie in der Tabelle ersichtlich, verfügt das Oksapmin über acht Tempora, drei Aspekte, zwei Numera der Subjektkongruenz sowie zwei Typen der Evidentialität.
| Präfigierung    | Präfigierung | Verb   | Suffigierung | Suffigierung | Suffigierung           | Suffigierung | Suffigierung | Suffigierung   | Suffigierung | Suffigierung   | Suffigierung     |
| --------------- | ------------ | ------ | ------------ | ------------ | ---------------------- | ------------ | ------------ | -------------- | ------------ | -------------- | ---------------- |
| Objektkongruenz | Valenz       | final  | Tempus       | Tempus       | Imperativ              | Aspekt       | perfektiv    | Subjektnumerus | Singular     | Evidentialität | personal-factual |
| Objektkongruenz | Valenz       | final  | Tempus       | Tempus       | ferne Zukunft          | Aspekt       | perfektiv    | Subjektnumerus | Singular     | Evidentialität | personal-factual |
| Objektkongruenz | Valenz       | final  | Tempus       | Tempus       | heutige Zukunft        | Aspekt       | perfektiv    | Subjektnumerus | Singular     | Evidentialität | personal-factual |
| Objektkongruenz | Valenz       | final  | Tempus       | Tempus       | unmittelbare Zukunft   | Aspekt       | imperfektiv  | Subjektnumerus | Singular     | Evidentialität | personal-factual |
| Objektkongruenz | Valenz       | final  | Tempus       | Tempus       | Gegenwart              | Aspekt       | imperfektiv  | Subjektnumerus | Plural       | Evidentialität | visual-sensory   |
| Objektkongruenz | Valenz       | final  | Tempus       | Tempus       | heutige Vergangenheit  | Aspekt       | imperfektiv  | Subjektnumerus | Plural       | Evidentialität | visual-sensory   |
| Objektkongruenz | Valenz       | final  | Tempus       | Tempus       | gestrige Vergangenheit | Aspekt       | habituell    | Subjektnumerus | Plural       | Evidentialität | visual-sensory   |
| Objektkongruenz | Valenz       | final  | Tempus       | Tempus       | ferne Vergangenheit    | Aspekt       | habituell    | Subjektnumerus | Plural       | Evidentialität | visual-sensory   |
| Objektkongruenz | Valenz       | medial | Abfolge      | sequenziell  | sequenziell            | sequenziell  | sequenziell  | sequenziell    | sequenziell  | sequenziell    | sequenziell      |
| Objektkongruenz | Valenz       | medial | Abfolge      | simultan     |                        |              |              |                |              |                |                  |

#### Präfixe
Die zwei Präfixpositionen in Oksapmin erfüllen die Funktionen der Objektkongruenz sowie der Valenzerhöhung beziehungsweise -reduzierung. Es gibt zwei Präfixrealisierungen, die der Objektkongruenz dienen.
| Falls ein Objekt der 1. oder 2. Person vorhanden ist, ist das Präfix n- obligatorisch:                            | Das Präfix m- zeigt ein approximales Objekt der 3. Person an:                                                                         |
| nox ma gut=nuŋ aŋ n-x-m 1s REL 2d=O finden 1/2.O-MACHEN-SEQ „Ich finde dich und...“ („Yesterday“ von Kila Dasyal) | moŋsup ox m-su-n-gop=li Geist 3sm PRX.O-kämpfen-PFV-VIS.FP.SG=REP „Der Geist bekämpfte ihn.“ („Gahan and the Ghost“ von Dasyal Gahan) |

Zum Anzeigen einer Valenzerhöhung oder -reduzierung liegen in Oksapmin vier Präfixe mit unterschiedlichen Funktionen vor:
| gos- ist reziprok: | a- ist benefaktiv und erhöht die Verbvalenz um eine Stelle (Benefaktiv/Malefaktiv): |
| gin kis t-x-m la-ti-pja=xejox gos-x-n-gopa-li jetzt versuchen MID-MACHEN-SEQ singen.und.tanzen-PFV-TODF.PL=SBRD RECP-MACHEN-PFV-VIS.FP.PL=REP „Sie sagten zueinander (, so wird es erzählt): <Jetzt werden wir singen und tanzen>.“ („Cassowary“ von Max Elit)                                                                                              | em go dup tit n-a-xu-ti-n=a Mutter.1POSS 2s Schleife INDF 1/2.O-BEN-drehen-PFV-IMP=EMPH „Mama, binde eine Schleife für mich!“ („Brother and Sister“ von Miriam Bavonan)                                                         |
| p- erhöht die Verbvalenz ebenfalls um eine Stelle und fügt eine verursachende Quelle hinzu (Kausativ): | t- ist valenzreduzierend und wird eingesetzt, wenn entweder Agens oder Patiens unklar sind oder der Agens dem Patiens entspricht und dadurch Reflexivität vorliegt:                                                             |
| suŋlen ux tuxup m-de-m ml-pat mox epe nox amlu-pat=xe nox p-tim-di-p=wa=a PN 3sf in.den.Armen.tragen PRX.O-MACHEN-SEQ hinaufkommen-IPFV.SG(.PRS) ANPH Entschuldigung 1s nehmen-IPFV.SG(.PRS)=SBRD 1s CAUS-schlafen-PFV-PER.FP.SG=RESP=EMPH „Als Suŋlen sie hinauf brachte, nahm ich sie und legte sie in meinem Haus schlafen.“ („Shirley“ von Dulum Aleap) | nonxe kak uŋ gon mox=si kin mox t-dpəlkweli-l 1s.REFL.POSS Kopf Schnur.Beutel ganz ANPH=MIT Auge ANPH MID-herum.drehen-IPFV.PER.TODP „Meine Augen sind mit meinem eigenen Hut bedeckt gewesen.“ („Own Illness“ von Dulum Aleap) |

#### Suffixe
Die vier Kategorien, die an finalen Verben durch Suffigierung markiert werden können, unterliegen keiner strikten Abfolge und sie sind nicht gänzlich obligatorisch. Im ersten Beispiel wird Aspekt (perfektiv), Tempus (heutige Zukunft) und Subjektnumerus (Singular) markiert:
i=ma seŋ sɘgan li-ti-plox
DEM.DST=REL Geschichte tumbuna.Geschichte sagen-PFV-TODF.SG
„Ich werde diesen Mythos erzählen.“ („Rich Girl“ von Geno Dipin)
Im zweiten Beispiel wird neben Aspekt (perfektiv), Tempus (ferne Vergangenheit) und Subjektnumerus (Singular) ebenfalls die Evidentialität (personal-factual) markiert:
nox natan oxe kol max=a p-ti-p
1s PN 3sm.POSS Schwester RECG=EMPH erzählen-PFV-PER.FP.SG
„Ich erzählte ihm <ich bin, weißt du, Nathans Schwester>.“ („Tabubil“ von Kila Dasyal)
Bei medialen Verben gibt es nur eine Suffixposition, dessen Besetzung beschreibt, ob eine Handlung simultan oder sequenziell erfolgt. In beiden Fällen folgt auf dieses Suffix ein verbindendes Element (LINK). Geht das Event, das durch das mediale Verb ausgedrückt wird, dem des finalen Verbs voran, wird ein Sequentialsuffix verwendet.
ap jox lo-s=a mətit jox ilaile toŋo-ti-pja but jox əw m-t pulu-sxə=li
Haus DEF eintreten-SEQ=LINK Farn.Varietät DEF 3p.REFL.POSS hinsetzen-PFV-TODF.SG flach.Ort DEF Hügel MACHEN-SIM
„Sie gehen in ihr Haus und machen dann dort wo sie sitzen werden Stapel des Matit Blattes.“ („Women’s House“ von Julie James)
Findet das Event des medialen Verbs wie im Beispiel zeitgleich mit dem des finalen Verbs statt, wird dies durch ein Simultansuffix ausgedrückt.
blel ixil tim-n ptin=a
Kind 3p schlafen-SIM bleiben.IPFV.PL.NOMLS=LINK
„..., während die Kinder schliefen,...“ („Today“ von Palis)

## Syntax
Quelle:

### Relationen
Mit dem Subjekt, einem erstgradigen und zweitgradigen Objekt liegen im Oksapmin drei grammatische Relationen vor, die an unterschiedlichen Positionen und durch unterschiedliche Affixe oder Verbwurzelvarianten am Verb markiert werden.
Der Numerus des Subjekts wird durch ein Suffix am Verb kongruent markiert. Ein Singular des Nomens wird als Singular am Verb markiert, Plural und Dual des Nomens werden beide als Plural am Verb markiert. Im folgenden Beispiel ist das Verb bezüglich eines Subjekts im Plural markiert.
ixil na=pti=naŋ=a
3p NEG=be.IPFV.PL=CNTRF=LINK
„Wenn sie nicht lebendig wären...“ („Relatives“ von Dulum Aleap)
Ein erstgradiges Objekt ist als solches markierbar, wenn es durch ein Pronomen oder einen Pronominalartikel repräsentiert wird. Ist dies der Fall, wird das Objekt durch das Suffix -ja oder -nuŋ markiert. Durch dieses Suffix und ein Präfix der Objektmarkierung am Verb wird Kongruenz zwischen Objekt und Verb in Bezug auf die Person hergestellt. Ein zweitgradiges Objekt wird selten markiert, da es gewöhnlich unbelebt ist. Für unbelebte Entitäten gibt es im Oksapmin keine Pronomina, da die Objektmarkierung an Pronomina gebunden ist, ist diese selten möglich. Verben sind ausschließlich mit erstgradigen Objekten kongruent. In der Regel tritt ein zweitgradiges Objekt nur zusammen mit einem erstgradigen auf. Im folgenden Beispiel ist ixil=noŋ das erstgradige Objekt und als solches durch das Suffix -noŋ markiert. Dieses Objekt ist mit der Verbform lapli-pti-n=a in Person kongruent. melasin ist das zweitgradige Objekt und weder markiert noch mit dem Verb kongruent.
tixe-pti xanɘp ixil=noŋ melasin lapli-pti-n=a
krank.sein-IPFV.PL(.PRS) Person 3p=O Medizin(Engl.) (3.O.)geben-IPFV.PL-NOMLS=LINK
„Wir gaben den kranken Leuten Medizin und dann,...“ („Today“ von Henna Kashat)

### Deklarativ- und Interrogativsätze
Oksapmin weist eine Tendenz zur SOV-Stellung auf, wobei das Prädikat stets satzfinal stehen muss. Loughnane nennt vier Positionen, die die jeweiligen Elemente in einem Satz einnehmen können. Die erste Position wird von Elementen, die eine diskursive Funktion erfüllen, besetzt. Dies können beispielsweise Interjektionen, Adverbiale oder Verwandtschaftsbezeichnungen als Anrede sein, verbabhängige Phrasen können an dieser Position nicht auftreten. Eine Mehrfachbesetzung der Position ist möglich. An zweiter Position können sowohl Argumente, als auch Adjunkte stehen. Besitzt der Satz ein phonologisch realisiertes Subjekt, steht dieses innerhalb dieser Position an erster Stelle. Darauf folgt die dritte Position, welche durch Konstituenten, die keinen Subjektstatus haben, besetzt wird. Falls an dieser Stelle mehrere Konstituenten auftreten, gibt es keine strikte Reihenfolge dieser. An vierter und somit letzter Position steht das Prädikat.
Bei w-Fragen liegt die gleiche Wortfolge wie bei Deklarativsätzen vor, das Fragewort bleibt in situ.
a [go nix=ja aŋ de-pat=o] m-pl=w=a
HES [2s wer=O finden MACHEN-IPFV.SG(.PRS)=QUOT] PRX.O-sagen-SEQ=RESP=EMPH
„<Nach wem suchst du?> sagte jemand zu ihm.“ („Rich Girl“ von Geno Dipin)
Ein Satz im Oksapmin erfordert nicht zwingend ein Verb, verblose Sätze sind ein frequenter Satztyp. In ihnen folgt auf das Topik gewöhnlich ein Kommentar.
amnɘp ol bok
Onkel.3POSS toter.Körper Haut
„Der Onkel (war) (eine) Leiche.“ („Five Brothers“ von Dasyal Gahan)

## Evidentialität
Evidentialität im Oksapmin ist aus verschiedenen Gründen bemerkenswert. Sie wird grammatisch und nicht lexikalisch markiert, ist teilweise obligatorisch, wie in nur 25 % der Weltsprachen und weist ungewöhnliche Subkategorien der Evidentialität auf. Das Evidentialitätssystem des Oksapmin unterscheidet zwischen zwei Evidentialitäten: der factual-personal sowie der visual-sensory Evidenz. Eine factual-personal Evidenz liegt vor, wenn der Sprecher entweder persönlich in ein Ereignis involviert ist oder wenn es sich um als Fakten eingeordnete Vorgänge handelt. Visual-sensory Evidenz bezieht sich auf Ereignisse, die visuell oder anderweitig sensorisch bezeugt wurden, kann aber auch pragmatische Funktionen erfüllen. Gewöhnlich ist visuelle Evidenz die stärkste verfügbare Evidenz, im Oksapmin wird diese jedoch von der factual-personal Evidenz übertroffen. Die Markierung durch Flexion ist obligatorisch an finalen Verbformen der Vergangenheit und Gegenwart, in einigen Fällen ist die Markierung auch durch Klitika möglich.
Die Markierung der personal-factual Evidenz findet in drei Situationen Anwendung:
- erstens in Deklarativsätzen mit einem Subjekt in der 1. Person bezüglich einer Handlung oder eines Ereignisses, das der Sprecher bewusst und willentlich ausführt oder ausgeführt hat
- zweitens in Interrogativsätzen mit einem Subjekt in der 2. Person bezüglich einer Handlung oder eines Ereignisses, von dem der Sprecher annimmt, dass der Hörer dieses bewusst und willentlich ausführt oder ausgeführt hat
- drittens für Sachverhalte, die aufgrund von Weltwissen seitens des Sprechers als faktisch eingestuft werden

Im folgenden Beispiel wird das Verb bezüglich der personal-factual Evidenz markiert, da angenommen wird, dass der Vorgang des Brautpreiszahlens zum allgemeinen Wissen der Referenzgruppe zählt.
aw=xenil ixile dik j=olxol nuxul kukumi jox moxe-sxe
Großeltern.1PO-PL 3p.POSS Zeit DEM.DST=3sm.REFL 1pEX Braut.Preis DEF kaufen-HAB.PER.FP.PL
„Zu Zeiten der Großeltern zahlten wir einen Brautpreis.“ („Bride Price“ von Kila Dasyal)
Visual-sensory Evidenz wird ebenfalls in drei Kontexten markiert:
- erstens in Äußerungen bezüglich Events, die von der sprechenden Person visuell bezeugt werden/wurden
- zweitens in Äußerungen bezüglich Events, die von dem Sprecher anhand anderer Sinnesorgane bezeugt werden/wurden
- drittens kann die Markierung dieser Evidenz auch eine pragmatische Funktion erfüllen, wobei in Aussage- und Fragesätzen der 1. Person die sprechende Person Zweifel über die Glaubwürdigkeit der Information hegt und den Hörenden die Entscheidung über die Verlässlichkeit überlässt.

Im folgenden Beispiel bezeugt der Sprecher visuell eine Situation und wählt dementsprechend die Markierung der visual-sensory Evidentialität:
jɘxe ita ox xto-n-gop
dann Vater.1/2POSS 3sm sehen-PFV-VIS.FP.SG
„Dann sah ich, dass mein Vater (es an-)schaute.“ („Small Mammal“ von Kila Dasyal)
In Bezug auf Vergangenheitsformen liegt durch die Markierung der Evidentialität eine Implikatur des Subjekts vor und die Person des Subjekts wird nicht anderweitig markiert. Diese Implikatur gestaltet sich wie folgt:
|                  | deklarative Äußerung  | Interrogativ          |
| ---------------- | --------------------- | --------------------- |
| personal-factual | 1. Person             | 2. Person             |
| visual-sensory   | 3. Person (2. Person) | 3. Person (1. Person) |